# Аксиотея (жена Никокла)
Аксиотея (др.-греч. Ἀξιοθέα) — жена царя Пафоса на Кипре Никокла.
В античных источниках приведено две вариации её героической смерти. Согласно Диодору Сицилийскому, войско правителя Египта Птолемея под командованием Аргея и Калликрата в 310/309 году до н. э. окружило дворец Никокла. Царь Пафоса сначала пытался вести переговоры, однако, увидев их бесперспективность, покончил жизнь самоубийством. Аксиотея, узнав о смерти мужа, убила своих незамужних дочерей, а затем убедила других родственников последовать примеру Никокла. После массового суицида братья Никокла закрыли дворец, подожгли его и убили себя. Таким образом, согласно Диодору Сицилийскому, пресёкся род царей Пафоса. Античный историк особо подчёркивает, что Птолемей не давал указаний своим военачальникам убивать членов семьи Никокла.
Полиэн приводит несколько другую версию смерти Аксиотеи. Согласно этому автору, Аксиотея сначала убедила родственников совершить суицид, а затем подожгла дворец и заколола себя.
Афиней приводит фрагмент из комедии Махона, где Аксиотея названа женой царя Саламина Никокреона. Учитывая, что Никокреон умер приблизительно в одно и то же время, что и Никокл, в историографии существовало мнение, что вся история относилась к Никокреону. Современные историки после исследования Х. Геше считают эту гипотезу недостоверной. Исследователь ван Оппен, называя доводы Геше «разумными», предположил, что если ошибка и произошла, то не у Диодора, а в неком общем для него с Полиэном источнике.